# Sebastián Solé
Sebastián Solé (Rosário, 12 de junho de 1991) é um jogador de voleibol argentino com nacionalidade italiana que atua na posição de central.

## Carreira
Sebastián Solé é membro da seleção argentina de voleibol masculino. Em 2016, representou seu país nos Jogos Olímpicos de Verão no Rio de Janeiro, que ficou em quinto lugar.
Em 2021, nos Jogos Olímpicos de Tóquio conquistou a medalha de bronze ao derrotar a seleção brasileira por 3-2 sets.

## Vida pessoal
Em 2022, Solé anunciou sua aposentadoria da seleção argentina e obteve a cidadania italiana.

## Títulos
Bolívar Vóley
- Campeonato Sul-Americano de Clubes: 2010
- Supercopa Argentina: 2012

Trentino Volley
- Campeonato Italiano: 2014–15
- Supercopa Italiana: 2013

Sir Safety Perugia
- Mundial de Clubes: 2022, 2023
- Copa Itália: 2021–22, 2023–24
- Supercopa Italiana: 2022, 2023

## Clubes
| Anos      | Clube                       |
| --------- | --------------------------- |
| 2008–2010 | Club Sonder                 |
| 2010–2013 | Bolívar Voley               |
| 2013–2017 | Diatec Trentino             |
| 2017–2018 | EMS Taubaté Funvic          |
| 2018–2020 | Calzedonia Verona           |
| 2020–     | Sir Safety Susa Vim Perugia |

## Prêmios individuais
- 2008: Campeonato Sul-Americano Sub-19 – Melhor bloqueador
- 2009: Campeonato Mundial Sub-19 – Melhor bloqueador
- 2011: Campeonato Sul-Americano – Melhor bloqueador
- 2011: Jogos Pan-Americanos – Melhor bloqueador
- 2013: Campeonato Sul-Americano – Melhor central
- 2015: Copa do Mundo – Melhor central
- 2015: Torneio Pré-Olímpico – Melhor central
- 2016: Liga dos Campeões – Melhor central
- 2017: Campeonato Sul-Americano – Melhor central
- 2023: Campeonato Mundial de Clubes – Melhor central